# Олос-Сенса
Олос-Сенса (фр. Aulos-Sinsat) — муніципалітет у Франції, у регіоні Окситанія, департамент Ар'єж. Олос-Сенса утворено 1 січня 2019 року шляхом злиття муніципалітетів Олос i Сенсат. Адміністративним центром муніципалітету є Сенсат. Населення — 153 особи (01.01.2021).